# Camí de Sant Llogari (Granera)
El Camí de Sant Llogari és una pista forestal dels termes municipals de Castellterçol i de Granera, a la comarca del Moianès.

## Traçat
Discorre al nord de la zona central del terme de Granera. Arrenca del Camí de Vila-rúbia, en una cruïlla al sud-oest de la masia de la Manyosa, des d'on s'adreça cap al nord fent la volta pels costats de ponent i nord a la masia esmentada, molt a prop de la qual passa, després de deixar al costat de migdia la Font de la Manyosa. El Camí de Sant Llogari se'n va allunyant fent moltes giragonses, però agafant la direcció nord-est, a grans trets, fins que surt del terme de Granera al límit sud-est de la Pineda de la Manyosa.
Ja en terme de Castellterçol, recorre tot el límit de llevant de la Pineda de la Manyosa en direcció nord, fins que al capdavall d'una carena gira en un tancat revolt per anar cap al sud-oest i després cap a l'oest, fent nombrosos revolts per anar resseguint tot els caps de vall dels torrents que hi ha en aquell lloc. La pista forestal s'interromp de sobte en una clariana, des d'on té continuïtat cap al nord per corriols i pistes de desbrossar, a través de les quals acaba d'arribar a la Sala de Sant Llogari.